# Drapál János
Drapál János (Budapest, 1948. február 3. – Pöstyén, 1985. augusztus 11.) gépjárműtechnikus, motorkerékpár-versenyző.
1966-tól 1981-ig a Budapesti Honvéd, utána a Honvéd Petőfi SE versenyzője volt. 1967-ig túra, 1968-tól gyorsasági kategóriában versenyzett. A magyar versenyzők közül először nyert vb-futamokat – 1971-ben a csehszlovák (250 kcm), 1972-ben a jugoszláv, 1972-ben és 1973-ban az osztrák nagydíjon (350 kcm). MZ-vel és YAMAHA 250–350-nel indult. A szocialista országok ún. Béke Barátság Kupájának (BBK) 6-szoros győztese. 1971-től 1984-ig 9-szeres magyar bajnok. 1967-ben a túramotoros bajnokcsapat tagja.
1971-ben kilencedik volt a vb-n 250 cm³-ben. 1972-ben vb hetedik helyezést ért el 350 cm³-ben. 1973-ban kilencedik volt ugyanebben a kategóriában. 20 vb futamon indult. Ebből négyet megnyert, egyszer harmadik lett.
A pöstyéni versenyen motorkerékpárjával baleset áldozata lett. Mivel Drapál a Magyar Néphadsereg kinevezett polgári alkalmazottja volt, a Magyar Néphadsereg a saját halottjává nyilvánította, egyben felkérte lakóhelyének községi végrehajtó bizottságát, hogy számára díszsírhelyet jelöljenek ki. Ennek megfelelően Drapált a pilisszentiváni köztemető főútja mellett kialakított díszsírhelyen helyezték végső nyughelyére.

## Emlékezete
2008. augusztus 1-jén utcát neveztek el róla egykori lakóhelyén, Pilisszentivánon, alig száz méterre attól a háztól, ahol élt. Ugyanezen alkalomból egy emlékkövet is állítottak az utca déli végébe, Molnár Sándor környékbeli vállalkozó felajánlásából.